# مین شنی‌دار گولیات

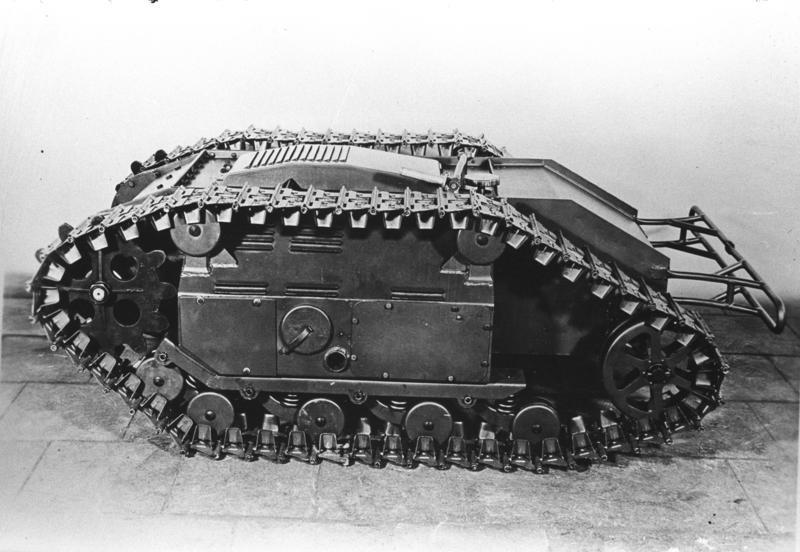
مین شنی دار جالوت کنترل از راه دور

مین شنی‌دار جالوت (به آلمانی: Leichter Ladungsträger Goliath) خودروی کنترل‌شونده از راه دور انفجاری طراحی شده توسط متخصصان آلمان بود.

## توسعه و کاربرد

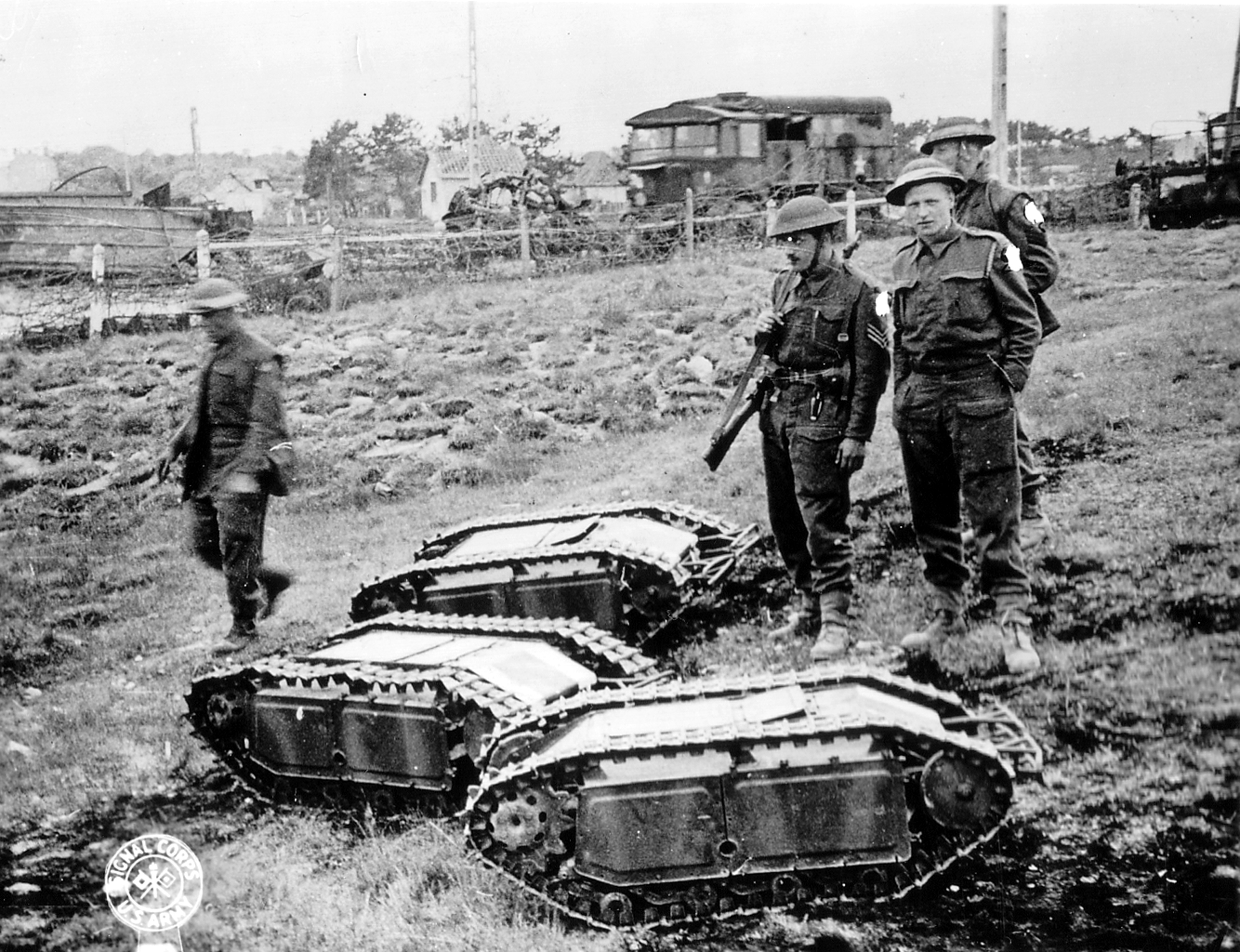
سربازان انگلیسی با جالوت به غنیمت گرفته.

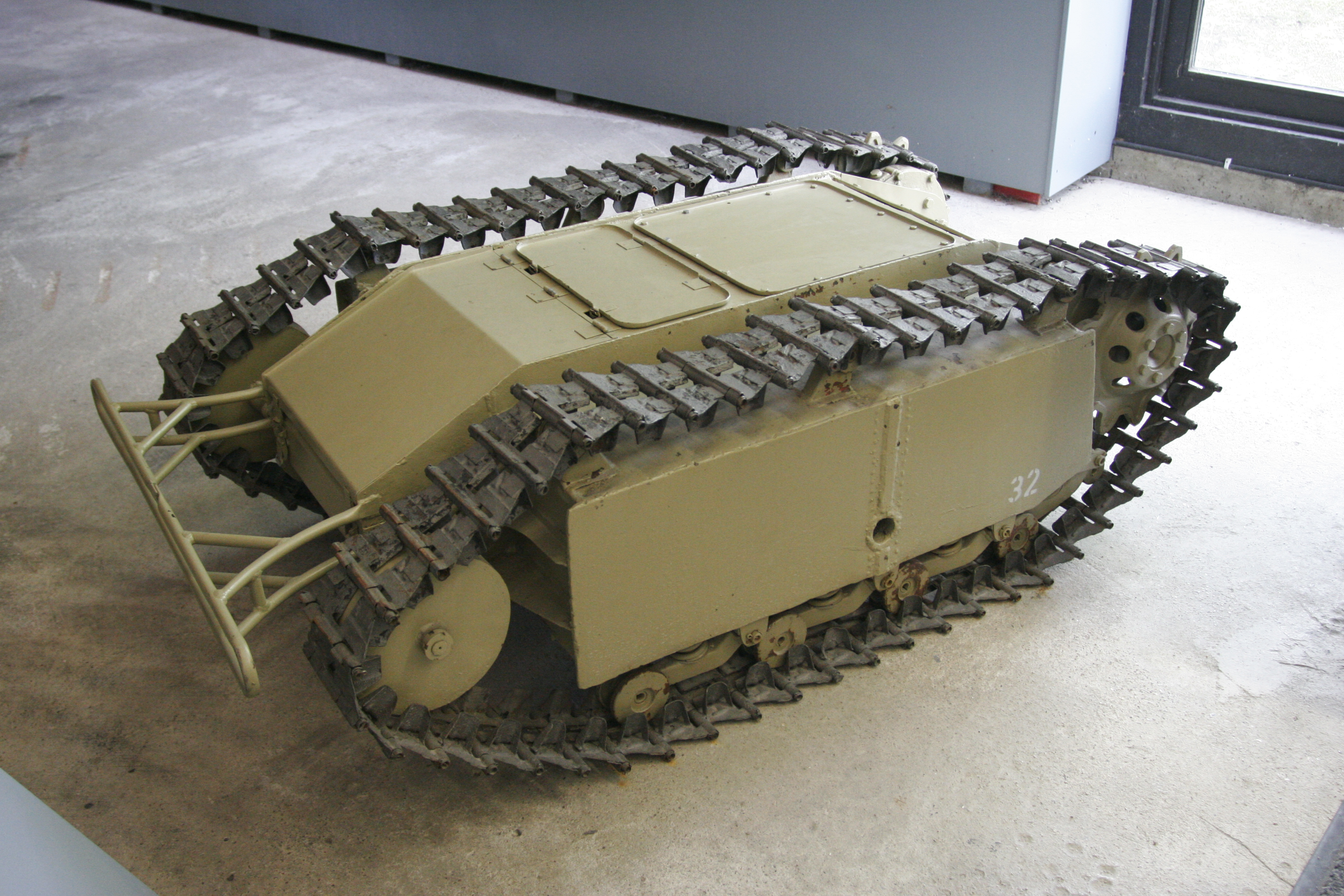
جالوت، موتور الکتریکی مدل(Sd.Kfz. 302)

در اواخر سال ۱۹۴۰ پس از اتمام طراحی نمونه اولیه یک تانک مینیاتوری که توسط یک مهندس معروف فرانسوی به نام آدولف کگرس انجام یافته بود، ارتش آلمان نازی به کارل فردریش ویلهلم بورگوارد مهندس و صاحب کمپانی بورگوارد مأموریت داد تا یک نمونه از این تانک برای حمل مواد منفجره حداکثر به میزان ۵۰ کیلوگرم را طراحی نماید. کمپانی بورگوارد واقع در شهر برمن آلمان یک نمونه از این تانک را طراحی نمود که به نام مدل SDKFZ.302 مشهور شد و بعدها به جالوت تغییر نام داده شد. همچنین جالوت با تغییراتی در ساختمان و طراحی آن قادر به حمل ۶۰ کیلوگرم مواد منفجره گردید. این خودرو توسط یک کابل مشتمل بر سه سیم که با یک دسته هدایت‌کننده آن را عملیاتی می‌کرد بکار می‌افتاد. اپراتور با حرکت دادن دسته کنترل به سمت چپ یا راست خودرو را هدایت می‌کرد و دو سیم از سه سیم به به همین منظور بکار می‌رفت و سیم سوم نیز برای انفجار و فرمان انفجار کاربرد داشت. طول کابل متصل به جالوت بالغ بر ۶۵۰ متر بود و این مسافت برد عملیاتی آن محسوب می‌شد. جالوت پس از هدایت توسط اپراتور و رسیدن به هدف، با فرمان اپراتور که توسط سیم سوم ارسال می‌شد منفجر شده و هدف را نابود می‌کرد. در این انفجار خود خودرو نیز نابود می‌شد. این مسئله موجب صرف هزینه‌های زیادی برای ارتش آلمان می‌شد زیرا تولید هر جالوت هزینه‌ای معادل ۳ هزار رایشز مارک دربرداشت. مدل‌های بعدی جالوت موسوم به مدل SDKFZ.303 ساده‌تر ساخته شد و موتور آن تبدیل به موتور گازوئیلی شد و نتیجتاً هزینه تولید آن نیز کمتر شد. خودرو کنترلی جالوت از بهار سال ۱۹۴۲ در تمام جبهه توسط نیروهای آلمانی بکار گرفته شد. واحدهای ویژه پانزر و واحدهای رزمی مهندسی از این خودرو در سطح وسیعی استفاده کردند. همچنین در جریان شورش ورشو نیروهای اس اس و ورماخت از جالوت برای منهدم کردن استحکامات و سنگرهای ارتش میهنی لهستان استفاده کردند. نیروهای ارتش میهنی لهستان برای غیر عملیاتی کردن این خودرو اقدام به بریدن کابل‌های آن قبل از رسیدن به هدف می‌کردند